# Sensors d’ARN programables
Es tracta d'una eina biotecnològica descrita l'octubre de l'any 2022 que es basa en l'ús dels enzims ADAR (adenosine desaminases que actuen sobre l'ARN) per a fer expressar proteïnes d'interès en tipus cel·lulars específics. 
De manera gairebé simultània es van descriure dos sistemes anomenats RADAR (de l'anglès RNA sensing using adenosine deaminases acting on RNA) i CellREADR (de l'anglès cell access through RNA sensing by endogenous ADAR). Els dos sistemes aprofiten la presència a totes les cèl·lules animals de l'enzim ADAR, un enzim que s'uneix a ARNs de cadena doble i els modifica, tot convertint nucleòtids d'adenosina en nucleòtids d'inosina. Aquesta conversió es pot aprofitar per eliminar codons d'atur UAG en un ARNm, permetent així la traducció de regions situades després d'aquest codó d'atur ara inutilitzat i que codifiquen proteïnes d'interès. Els dos sistemes utilitzen com a element fonamental un ARN que conté dues regions clau. D'una banda una regió 'sensora'” d'alguns centenars de nucleòtids que és complementària a un ARNm que es troba només al tipus cel·lular on es vol produir un efecte determinat. Aquesta regió conté un o més codons d'atur editables per l'enzim ADAR. D'altra banda, l'ARN conté una regió 'funcional' (o d'output) que codifica la proteïna efectora i que es troba a continuació del codó d'atur editable. Aquestes proteïnes efectores poden permetre estudiar o manipular cèl·lules específiques. Fins ara s´ha utilitzat aquesta estratègia per a expressar proteïnes fluorescents, però el seu potencial és gran, tant en recerca com en aplicacions clíniques. Aquesta eina pot permetre eliminar cèl·lules canceroses o expressar proteïnes amb interès terapèutic en cèl·lules específiques. Mentre que la tècnica de CRISPR/Cas ha suposat una revolució perquè permet modificar gens específics de forma senzilla, les tècniques de sensors programables de RNA poden suposar un avenç semblant en permetre l'estudi o modificació de cèl·lules específiques.